# Frente (unidad militar)
En la estructura militar de Rusia, un frente (en ruso фронт, ‘frente’) es una unidad militar terrestre compuesta por la unión de varios ejércitos; en sentido laxo equivale a lo que en otros países se denomina grupo de ejércitos, aunque, a diferencia de estos, su estructura es coyuntural y depende de la misión concreta asignada. El término se empleó por primera vez por el ejército del Imperio ruso durante la Primera Guerra Mundial, y luego fue incorporado al Ejército Rojo soviético durante la Guerra Civil rusa y la Segunda Guerra Mundial. 
La Segunda República de Polonia empleó la misma nomenclatura para sus tropas durante la guerra polaco-soviética y la invasión de Polonia de 1939 por parte de la Wehrmacht alemana.

## Estructura
Un frente es conjunto unificado de ejércitos organizado para llevar a cabo operaciones de combate bajo un mando único. Se constituye inmediatamente antes del estallido de una guerra o recién iniciada esta, e incluye formaciones de todas las armas y unidades operativas. Está dirigido por un oficial superior del más alto rango, como un general de ejército o un mariscal, que pasa a ser el responsable único de la preparación, dirección y ejecución de las operaciones de combate, mientras que los comandantes en jefe de los respectivos ejércitos desempeñan solo tareas de refuerzo, reequipamiento, aprovisionamiento y suministros.
A diferencia de los ejércitos que los componen, los frentes solo se forman en tiempo de guerra o ante el desencadenamiento inminente de las hostilidades; deen tiempo de paz, las funciones administrativas de estas unidades son ejercidas por los distritos militares en los que se divide el territorio de la nación (o por «grupos de fuerzas» y comandos de teatro de operaciones para los ejércitos estacionados fuera del territorio nacional). Además, es movilizado para operaciones concretas, tras las cuales puede ser o bien reestructurado, renombrado y asignado a otra operación, o bien disuelto entre los demás frentes activos.  
No existe una organización fija predeterminada, sino que, basándose en el análisis de los objetivos, del enemigo y del terreno, el alto mando articula cada frente para una operación estratégica específica dentro de un escenario concreto. Así, por ejemplo, al desencadernarse la operación Barbarroja en el verano de 1941 por parte de la Wehrmacht, el Ejército Rojo estableció cinco frentes, que luego se incrementarían a quince. En el organigrama soviético al final de la Segunda Guerra Mundial, estaban formados por uno o dos ejércitos del aire, dos o tres ejércitos de tanques y ocho o nuevo ejércitos de armas combinadas, además de un número indeterminado de unidades de artillería, misiles, defensa antiaérea, inteligencia de señales, reconocimiento y servicios en retaguardia, además de destacamentos aereotransportadas de asalto aéreo y fuerzas especiales.
Algunos de estos grandes conglomerados llegaron a reunir hasta un millón de soldados, tres mil tanques, tres mil aviones y hasta quince mil piezas de artillería.

## Historia

### En el ejército ruso
Al estallar la Primera Guerra Mundial en agosto de 1914, el alto mando del Ejército Imperial Ruso decidió la formación de dos grandes estructuras militares: el Frente del Noroeste, destinado a llevar a cabo operaciones contra el Imperio Alemán, y el Frente del Suroeste, destinado a la frontera austro-húngara. En agosto de 1915, el primero se subdividió a su vez en otros dos: el Frente Norte y el Frente Oeste. Mientras tanto, a finales de 1916, tras la entrada de Rumania en la guerra, se estableció una cuarta formación, el Frente Rumano. Por último, en abril de 1917 se creó también un Frente del Cáucaso a partir de la reorganización del antiguo Ejército del Cáucaso.

Durante la invasión de Polonia en septiembre de 1939, la Unión Soviética instauró sendos frentes a ambos lados del río Prípiat: al norte, el Frente Bielorruso, rebautizado después Primer Frente Bielorruso, y, al sur, el Frente Ucraniano, renombrado como Primer Frente Ucraniano. En el momento de la invasión de la URSS por el ejército alemán en junio de 1941, los soviéticos activaron cinco frentes a partir de los distritos militares preexistentes en las regiones occidentales de la confederación; a medida que la guerra continuaba, estas grandes unidades alcanzaron la cifra de 15. En las fases finales del conflicto, cada una de ellas controlaba los siguientes destacamentos: uno o dos ejércitos aéreos; dos o tres ejércitos blindados; ocho o nueve ejércitos de armas combinadas; y varios cuerpos de ejército independientes. En total sumaban aproximadamente un millón de soldados, 3000 tanques, 3000 aviones y 15 000 piezas de artillería.
En el transcurso de la Guerra Fría, y debido a, entre otras razones, la introducción de las armas nucleares, la doctrina militar soviética apostó por la organización de estructuras más racionales, más compactas y más fáciles de dirigir. Así, un frente típico, coordinado desde su propio Estado Mayor, estará integrado por, entre otras unidades: un ejército acorazado aéreo; un ejército acorazado; dos o tres ejércitos de armas combinadas; varias unidades de apoyo independientes, incluidas una brigada de tipo Spetsnaz y una brigada aerotransportada para operaciones tras las líneas enemigas; dos brigadas de lanzacohetes; una división de artillería pesada; y dos brigadas de misiles antiaéreos. Por último, puede demandar recursos adicionales de la RVGK, fuerzas navales, tropas ferroviarias, y grupos operativos del MVD y del KGB.

### En el ejército polaco
Durante la guerra polaco-soviética de 1919-1921, el mando del ejército polaco adoptó la denominación rusa de frente para designar las formaciones que reagrupaban varios ejércitos. 
Tras la invasión por parte de Alemania en septiembre de 1939, ante el empuje de la ofensiva enemiga, el alto mando decidió reorganizar sus unidades operativas. La decisión se materializó en una orden de su comandante en jefe, el mariscal Edward Rydz-Śmigły el 10 de septiembre de 1939, que estableció dos formaciones superiores para reagrupar a los ejércitos replegados hacia el este, con la línea de demarcación establecida en el río Prípiat:  
- Frente Septentrional: también llamado Grupo de Ejércitos General Dąb-Biernacki, estaba formado por las tropas replegadas desde la frontera polaca con Prusia Oriental y debía basar su defensa en el río Narew. El 26 de septiembre capituló ante los alemanes en los alrededores de Kraśnik.
- Frente Meridional: también llamado Grupo de Ejércitos General Sosnkowski, estaba formado por las tropas replegadas desde la frontera polaca con Eslovaquia (defendida por el Ejército de la Polonia Menor) y la Silesia alemana (defendida por el Ejército de Cracovia) y debía basar su defensa en el río San. Se disolvió el 20 de septiembre en Brzuchowice.

Sin embargo, su desempeño resultó efímero debido a lo tardío de la decisión política y al colapso de las fuerzas operativas ante los ataques conjuntos alemanes y soviéticos.